# José Arturo Yépez
José Arturo Yépez fue un abogado catedrático de la Universidad de San Antonio Abad y político peruano. 
Fue elegido senador suplente por el departamento del Cusco en 1895 hasta 1902 durante los mandatos de los presidentes Manuel Candamo Iriarte, Nicolás de Piérola y Eduardo López de Romaña en el inicio de la República Aristocrática. En 1901 fue elegido también como diputado por la provincia del Cusco.